# Паулс Путніньш
Паулс Путніньш (латис. Pauls Putniņš; 12 листопада 1937, Вецпіебалгська волость, Цесісський повіт — 1 грудня 2018) — латвійський драматург, публіцист, громадський і державний діяч.

## Біографія
Народився 12 листопада 1937 року у Вецпіебалгській волості Цесісського повіту.
Закінчив режисерське відділення театрального факультету Латвійської державної консерваторії (1963). Працював помічником режисера і режисером у Державному академічному художньому театрі Латвійської РСР імені Райніса та Державному лієпайському театрі (1963—1970). Депутат Ризької думи і Латвійського Сейму.
Член Спілки письменників Латвії (з 1970), Спілки театральних діячів Латвії (з 1970), голова Спілки театральних діячів Латвії (1992—1997).
Дружина — актриса Латвійського Національного театру Ліґа Ліепіня.

## Творчість
Для драматургії Путніньша властива гостра соціальна спрямованість і етична проблематика. Як автор понад тридцяти оригінальних п'єс, зробив інсценування романів класиків латвійської літератури «Часи землемірів» братів Каудзіте і «На грані століть» Андрія Упіта, публікував безліч публіцистичних робіт.

## Найвідоміші п'єси
- «Жах, Янка почав думати …»
- «Світ за твоїм вікном»
- «Очікування свята»
- «Нічний сторож і праля»
- «Солодкий тягар»
- «Дурень і утюжники»
- «В своїй тарілці»
- «З хатиною в церкві»
- «Як ділити Золоту богиню?»
- «За квітами, де сімейний годинник»
- «Наші діти»
- «Залізний квартирант»